# Nakovanj
Koordinaten: 42° 59′ 46″ N, 17° 5′ 25″ O
Nakovanj, auch Nakovana, ist eine Siedlung der Stadt Orebić auf der Halbinsel Pelješac in Kroatien. Die Ursprünge des Ortes sind mit einer  Legende verbunden. Der Überlieferung nach lebten auf Pelješac einst drei Schmiedebrüder, die eines Tages beschlossen, ihren Besitz aufzuteilen. Einer der Brüder erhielt eine Schmiede und ein Wohnhaus, ein anderer das Schmiedewerkzeug namens Viganj, während der dritte Bruder einen Amboss erhielt. Diese Aufteilung führte zur Gründung von drei Siedlungen – Kučište, Viganj und Nakovanj.
Nakovanj zeichnet sich nicht nur durch seine  Legende, sondern auch durch seine historische Bedeutung aus. Der Ort befindet sich auf einem Hügel namens Grad, dessen Form tatsächlich an einen Amboss erinnert. Bereits in der Antike war Nakovanj von Illyrischen Stämmen bewohnt und besiedelt. Diese verstärkten die natürliche Festung zusätzlich mit Wällen und Mauern. Es heißt sogar, dass sie Schätze anhäuften, die von römischen und griechischen Schiffen geplündert wurden. In der archäologischen Stätte von Nakovanj, insbesondere in der Nakovana-Höhle, wurde ein Illyrisches Fruchtbarkeitsheiligtum entdeckt, das auf die religiösen Praktiken der alten Bewohner hinweist.